# Mike Lapper
Michael Steven Lapper (Redondo Beach, California, Estados Unidos; 28 de septiembre de 1970) es un futbolista retirado de los Estados Unidos. 
Como jugador, se desempeñaba en la posición de defensa hasta su retiro en 2002 en el Columbus Crew. Fue internacional absoluto con la selección de los Estados Unidos de 1991 hasta 1995.

## Selección nacional
Jugó 44 veces con la selección nacional estadounidense y anotó un gol.

## Clubes

### Como jugador
| Club             | País           | Año         |
| ---------------- | -------------- | ----------- |
| Los Angeles Heat | Estados Unidos | 1988 - 1989 |
| VfL Wolfsburg    | Alemania       | 1994 - 1995 |
| Southend United  | Inglaterra     | 1995 - 1997 |
| Columbus Crew    | Estados Unidos | 1997 - 2002 |

### Como entrenador
| Club                                   | País           | Año         |
| -------------------------------------- | -------------- | ----------- |
| Columbus Crew (asistente)              | Estados Unidos | 2005 - 2013 |
| West Virginia Mountaineers (asistente) | Estados Unidos | 2013 - 2017 |
| New England Revolution (asistente)     | Estados Unidos | 2017 - 2019 |
| New England Revolution (interino)      | Estados Unidos | 2019        |
| New England Revolution (asistente)     | Estados Unidos | 2019        |